# 2-pyron
2-pyron (ook wel α-pyron of pyran-2-on) is een onverzadigde organische verbinding met de formule C5H4O2. Het is een isomeer van 4-pyron.

## Synthese
2-pyron kan uit appelzuur (2-hydroxybutaandizuur) onder invloed van geconcentreerd zwavelzuur worden gesynthetiseerd. De reactie verloopt, hoewel als one-pot-reactie uitgevoerd, in twee stappen. Vermoedelijk wordt daarbij eerst koolstofmonoxide afgesplitst, waarbij formylazijnzuur ontstaat. Vervolgens reageren twee moleculen van dit zuur, na enolvorming, tot coumalinezuur, dat vervolgens onder uitstoting van koolstofdioxide in 2-pyron overgaat.
In een nieuwere synthese wordt 2-pyron direct uit koolstofdioxide met ethyn bereid. Onder invloed van een katalysator op basis van een overgangsmetaal (titanium, kobalt of palladium) wordt via een [2+2+2]-cycloadditie 2-pyron gevormd:
{\displaystyle \mathrm {\ 2\ HC{\equiv C}H+\ CO_{2}\ {\xrightarrow {(ML_{n})}}\ C_{5}H_{4}O_{2}} }

## Toepassingen
2-pyron wordt in de organische synthese vaak als bouwsteen gebruikt in de synthese van complexere verbindingen, voornamelijk vanwege zijn vermogen tot cycloadditie-reacties, waarbij bicyclische lactonen ontstaan. Het ondergaat bijvoorbeeld heel makkelijk Diels-Alder-reacties met alkynen, waarna - onder uitstoten van koolstofdioxide - gesubstitueerde benzeen-derivaten ontstaan.

## Derivaten
De meest voorkomende natuurlijke producten die een 2-pyraanstructuur als bouwsteen hebben zijn de bufanolides en de kavalactonen.
Oxovitisine A, een pyranoanthocyanine dat in wijn voorkomt, bevat ook een 2-pyron-structuur.
6-pentyl-2-pyron (6PP) is een derivaat van 2-pyron, dat in dierenvoeding en verhit rundsvlees voorkomt. De verbinding wordt ook langs natuurlijke weg gemaakt door Trichoderma-soorten.
Derivaten van 2-pyron spelen een rol als signaalmolecuul in bacteriële communicatie, vergelijkbaar met quorum sensing.